# St. Oswald (Baunach)

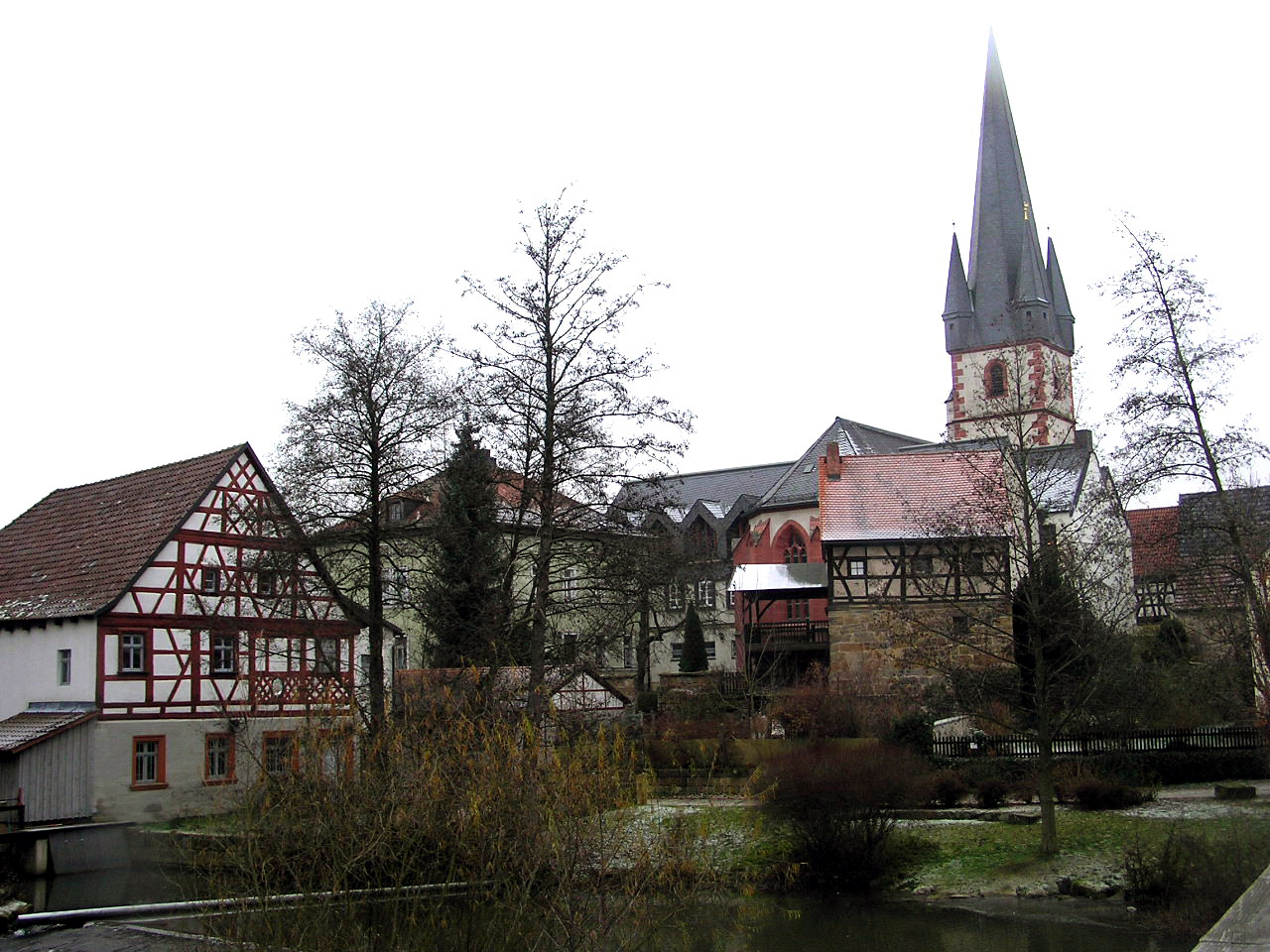
Blick auf die Stadtpfarrkirche St. Oswald zu Baunach.

St. Oswald ist der Name einer römisch-katholischen Pfarrgemeinde sowie der Stadtpfarrkirche in Baunach, eines der ältesten Kirchengebäude im Landkreis Bamberg.

## Geschichte
Anhand der Fuldaer Urkunde (Convention von Retzbach) lässt sich nachweisen, dass es bereits im Jahr 815 ein Kirchengebäude in Baunach gab, das vermutlich unter dem Fuldaer Abt Ratgar (802–817) entstand. Die Kirche soll im Jahr 823 von dem Würzburger Bischof Wolfgar (809/10–831/32) geweiht worden sein. Sie untersteht dem Patrozinium des Heiligen Oswald (604–642). Es ist eines der ältesten Patrozinien in Deutschland.
Turm und Chorraum wurden weit später errichtet. Der Turm wurde während der Fuldaer Herrschaft im 13. Jahrhundert (im oder vor dem Jahr 1244) erbaut. Darin befindet sich der frühere Eingang zum Kirchenraum. Der spitze Turmhelm mit seinen vier Ecktürmchen wurde vermutlich erst vor dem Dreißigjährigen Krieg errichtet. Der Chor wurde zusammen mit dem Langhaus, wie es in den Ausmaßen bis 1970 existierte, ab dem Jahr 1454 erbaut und 1460 eingeweiht. In den Jahren 1970 bis 1972 wurde die Kirche erweitert, am 22. Juli 1972 durch Weihbischof Alfons Kempf eingeweiht und in den Jahren 1995/96 nochmals innenrenoviert. Eine Verkleinerung und Umgestaltung, die sich an der 1970 abgerissenen Pfarrkirche orientierte, erfolgte von August 2016 bis März 2018 unter der künstlerischen Leitung von Domkapitular em. Dr. Jürgen Lenssen. Am 11. März 2018 wurde durch Diözesanadministrator Weihbischof Ulrich Boom der neue Altar geweiht, in dem Reliquien der Heiligen Burkard, Felix, Hadrian sowie des sel. P. Engelmar Unzeitig beigesetzt wurden.
Die Pfarrei Baunach gehört innerhalb der Pfarreiengemeinschaft St. Christophorus im Baunach-, Itz- und Lautergrund (Baunach) des Dekanats Haßberge zum Bistum Würzburg. Diese soll zusammen mit den heutigen Pfarreiengemeinschaften Maintal – Heilige Länder (Kirchlauter), „Gemeinsam unterwegs“ Ebern – Unterpreppach – Jesserndorf sowie St. Kilian und Weggefährten (Pfarrweisach) künftig eine Seelsorgeeinheit bilden.

## Ausstattung
Besondere Ausstattungsstücken von St. Oswald sind das Heilige Grab, der barocke Hochaltar und ein modernes Altarbild.

### Heiliges Grab
Das Heilige Grab wurde wohl im 18. Jahrhundert von dem Maler Johann Anwander (1715–1770) gestaltet und zuletzt in den 1980er Jahren saniert. Die ähnlich einer Bühnendekoration angelegte Sehenswürdigkeit ist in Rokokomanier gemalt und zeigt Darstellungen aus der Heilsgeschichte. In der Bildmitte ist bis zur Osternacht der Heiland im Grab dargestellt, ab der Osternacht wird dort die Gestalt des Todesüberwinders mit Siegesfahne gezeigt. Darüber befindet sich eine Darstellung Gottvaters, der aus dem Himmelsgewölk Blitze auf das Lamm schleudert. Links davon befindet sich eine Darstellung Moses mit den Zehn Geboten. Zur Rechten sitzt der Evangelist Johannes, darunter der Prophet Zacharias, zu seiner Linken sitzen Adam und Eva. Die Kulisse des Heiligen Grabs ist seit Wiedereröffnung der Pfarrkirche am 11. März 2018 ganzjährig zu betrachten, es befindet sich in einer Nische in der Südwand.

### Ehemaliges Altarbild
Das ehemalige Altarbild wurde von dem Künstler Jacques Gassmann (* 1963) im Jahr 2000 geschaffen. Es ist 12,5 m hoch und 8 m breit. Zentrales Gestaltungsmittel ist der Übergang vom Dunkel (in der unteren Partie und den Randbereichen des Bildes) zum Hellen. In der Mittelachse erhebt sich eine leuchtende Erscheinung; anhand ihrer Konturen erhält diese Erscheinung eine gewisse Körperlichkeit. Das ehemalige Altarbild stellt das optische Gegengewicht zum Heiligen Grab dar. Vor dem ehemaligen Altarbild befindet sich seit 2018 eine gotische Pietà, die nach vielen Jahren auf dem Dachboden des Pfarrhauses im Jahr 2015 umfassend saniert wurde.

### Barocker Hochaltar und neues Altarbild
Im Osten des Kirchenschiffs trägt der barocke Hochaltar ein neues Altarbild, geschaffen von dem Leipziger Maler Michael Triegel.  Das Kunstwerk setzt sich mit der Verknüpfung von Menschwerdung und Passion auseinander. Es wurde auf einen Beschluss der Kirchenverwaltung von 2017 erworben. Vor diesem Ensemble hat seit der Neugestaltung von 2018 der neue Altar seinen Platz. 

### Sonstige Ausstattung
Der Taufstein stammt wohl aus dem 15. Jahrhundert und ist seit der Neugestaltung von 2018 in der Mitte der Kirche platziert.

### Orgeln
Über Gestaltung und Disposition einer künftigen Orgel wurden Gespräche geführt. Deren ursprünglich angestrebte Einweihung im Jahr 2020 wurde bislang weit verfehlt.

#### Hoffmann-Orgel (bis August 2016)
Die frühere Orgel hatte 1979 Orgelbau Hoffmann aus Ostheim vor der Rhön erbaut. Das Schleifladeninstrument hatte 34 klingende Register, die auf drei Manualen und ein Pedalwerk verteilt waren. Die Spiel- und Registertrakturen waren elektrisch. Eine Besonderheit waren die horizontal im Prospekt der Orgel eingebauten Spanischen Trompeten. Die Orgeldisposition sah wie folgt aus:
| I Rückpositiv C–g3 |              |       |
| 1.                 | Holzgedackt0 | 8′    |
| 2.                 | Spillflöte   | 4′    |
| 3.                 | Prinzipal    | 2′    |
| 4.                 | Quinte       | 1 ⁄3′ |
| 5.                 | Zimbel       | 1′    |
| 6.                 | Krummhorn    | 8′    |
|                    | Tremulant    |       |

| II Hauptwerk C–g3 |                    |     |
| 07.               | Pommer             | 16′ |
| 08.               | Prinzipal          | 08′ |
| 09.               | Traversflöte       | 08′ |
| 10.               | Gambe              | 08′ |
| 11.               | Oktave             | 04′ |
| 12.               | Spitzflöte         | 04′ |
| 13.               | Superoktave        | 02′ |
| 14.               | Cornett V (ab f)   | 08′ |
| 15.               | Mixtur V           | 02′ |
| 16.               | Spanische Trompete | 08′ |

| III Schwellwerk C–g3 |                    |         |
| 17.                  | Salizional         | 08′     |
| 18.                  | Rohrflöte          | 08′     |
| 19.                  | Piffara (ab f)     | 08′     |
| 20.                  | Prinzipal          | 04′     |
| 21.                  | Blockflöte         | 04′     |
| 22.                  | Nasat              | 02 ⁄3′  |
| 23.                  | Waldflöte          | 02′     |
| 24.                  | Terz               | 01 3⁄5′ |
| 25.                  | Streichermixtur IV | 02′     |
| 26.                  | Dulzian            | 16′     |
| 27.                  | Oboe               | 08′     |
|                      | Tremulant          |         |

| Pedal C–f1 |                |     |
| 28.        | Prinzipalbass0 | 16′ |
| 29.        | Subbass        | 16′ |
| 30.        | Oktavbass      | 08′ |
| 31.        | Bordun         | 08′ |
| 32.        | Choralbass     | 04′ |
| 33.        | Posaune        | 16′ |
| 34.        | Trompete       | 08′ |

- Koppeln: I/II, III/I, III/II, I/P, II/P, III/P
- Spielhilfen: 2 Freie Kombinationen, 1 Feste Kombination (Tutti)